# Фомес
Фомес (Fomes) — рід деревних грибів родини трутовикові. Плодові тіла зазвичай великих розмірів, багаторічні, копитоподібні. Тканина трутоподібна, коркоподібна, рудувата або іржаво-бура. Гіменофор трубчастий, трубочки розташовані шарами одного кольору з тканиною або дещо світліші. Пори округлі. Спори безбарвні, гладенькі, видовжено-еліпсоподібні.

## Види
- Fomes chaquensis Iaconis & J. E. Wright 1953
- Fomes clelandii Lloyd 1915
- Fomes extensus (Lév.) Cooke 1885
- Fomes fasciatus (Sw.) Cooke 1885
- Fomes fomentarius (L.) J. J. Kickx 1867
- Fomes fullageri (Berk.) Sacc. 1888
- Fomes fulvus (Scop.) Gillet 1878
- Fomes haeuslerianus Henn. 1896
- Fomes hemitephrus (Berk.) Cooke 1885
- Fomes meliae (Underw.) Murrill 1903
- Fomes nigrolaccatus (Cooke) Cooke 1885
- Fomes pseudosenex (Murrill) Sacc. & Trotter 1912
- Fomes robustus forma abietis D.V. Baxter 1952